# (3331) Kvistaberg
(3331) Kvistaberg es un asteroide perteneciente al cinturón de asteroides, descubierto el 22 de agosto de 1979 por Claes-Ingvar Lagerkvist desde el Observatorio de La Silla, Chile.

## Designación y nombre
Designado provisionalmente como 1979 QS. Fue nombrado Kvistaberg en homenaje al Observatorio Astronómico de Kvistaberg en Uppsala, Suecia.